# Jaroslav Černil
Jaroslav Černil (* 23. září 1951) je bývalý slovenský fotbalista, obránce. Po skončení aktivní kariéry působí jako fotbalový funkcionář.

## Fotbalová kariéra
V československé lize hrál za Slovan Bratislava. Nastoupil v 59 ligových utkáních a dal 2 góly. Ve druhé nejvyšší soutěži hrál za DAC Dunajská Streda.

## Ligová bilance
| Ročník                                      | Zápasy | Góly | Minuty | Klub                |
| ------------------------------------------- | ------ | ---- | ------ | ------------------- |
| 1. československá fotbalová liga 1978/79    | 19     | 1    | -      | Slovan Bratislava   |
| 1. československá fotbalová liga 1979/80    | 16     | 1    | -      | Slovan Bratislava   |
| 1. československá fotbalová liga 1980/81    | 24     | 0    | -      | Slovan Bratislava   |
| 1. slovenská národní fotbalová liga 1981/82 | 11     | 1    | -      | DAC Dunajská Streda |
| CELKEM 1. liga                              | 59     | 2    | -      |                     |